# Croce di San Francesco
La Croce di San Francesco è un'opera di oreficeria in argento dorato e smalti (151x50x10 cm) di Giovanni Francesco delle Croci, databile all'inizio del XVI secolo e conservata nel tesoro della chiesa di San Francesco d'Assisi di Brescia.

## Storia
La croce viene eseguita da Giovanni Francesco delle Croci su commissione dei frati del convento di San Francesco di Brescia, i quali intendevano onorare le volontà testamentarie di Francesco Sanson, morto nell'ottobre del 1499. Questi era stato il ministro generale dei conventuali e, nel testamento, aveva lasciato disposizioni perché venisse realizzata una "crux magna" secondo una sua idea compositiva che descrisse nel documento, in larga parte concretizzata.
Non sono note, comunque, le vicende relative all'effettiva realizzazione dell'opera, che viene verosimilmente eseguita negli anni immediatamente successivi, dunque nel primo decennio del Cinquecento.

## Descrizione
La croce si regge su una palla lavorata a intrecci con quattro foglie che si dipartono dal centro delle due calotte dalle quali è composta, divise da una fascia con riquadri a motivi ornamentali. Su questa base si imposta la croce, le cui due aste reggono, per sovrapposizione, medaglioni quadrati con profilo ad archi inflessi, dieci in totale su entrambe le facce, dei quali quattro, alle estremità dei bracci, sono più grandi, mentre uno costituisce il centro della croce.
La figura di Cristo, lavorata a tutto tondo, campeggia in posizione centrale, nel medaglione all'estrema destra si trova san Bonaventura, in quello di sinistra san Ludovico da Tolosa, in alto un pellicano e in basso Maria Maddalena. Da quest'ultimo medaglione si dipartono due cornucopie reggenti le figure, anch'esse a tutto tondo, di san Giovanni Evangelista a sinistra e la Madonna a destra. Nei medaglioni in posizione mediana sono invece fissate quattro placchette a sbalzo raffiguranti, da quello di destra in senso orario, Cristo davanti a Pilato, l'Inchiodamento alla croce, la Salita al Calvario e la Risurrezione.
Sul retro della croce è sviluppato lo stesso schema compositivo: al centro, a tutto tondo, si trova san Francesco nell'atto di ricevere le stigmate, nei medaglioni alle estremità dei bracci, da quello di destra in senso antiorario, san Pietro Martire, santa Chiara, sant'Antonio da Padova e san Bernardino da Siena, mentre nei medaglioni mediani, sempre nello stesso senso, si vedono Gesù davanti a Erode, l'Arresto di Gesù, Ecce Homo e la Coronazione di spine. Nel medaglione dietro la figura di san Francesco si legge infine la Flagellazione di Cristo.
Ogni spazio intermedio ai medaglioni, di conformazione triangolare, è adorno di grottesche con busti, delfini e cornucopie, mentre a contorno delle placchette con le Storie della Passione si trovano fogliami cesellati su fondo smaltato alternatamente verde e azzurro. Sulla costa della croce si trova infine un motivo continuo di intrecci, nodi e sferette.

## Stile
La croce rappresenta l'unica opera nota di Giovanni Francesco delle Croci il quale, a giudicare dal risultato raggiunto, dovette essere in grado di produrre opere di notevoli proporzioni qualitative. Adriano Peroni, nel 1964, osserva comunque che è da sola sufficiente per attestare a quale grado di estremo affinamento fossero giunti i motivi ornamentali che, vent'anni prima, le maestranze lombarde avevano elaborato per i fregi della chiesa di Santa Maria dei Miracoli e per il Palazzo della Loggia, servendosi soprattutto dei mezzi dell'oreficeria.
In questo modo, scrive il Peroni, "lo sbalzo segue larghi arrotondamenti e gonfia i panneggi, cui non manca una certa tensione lineare. Tutte le figure esprimono così una contenuta drammaticità, un senso di sofferta e serena aspettazione, condividendo quella certa ambiguità stilistica tra ieratismo e pienezza umana [...] che è propria anche delle manifestazioni più suggestive dell'arte lombarda contemporanea, a cominciare dalla pittura di Vincenzo Foppa".
Le nove placchette figurate a bassissimo rilievo, realizzate con grande nitidezza grafica, ampliano il grado complessivo di finezza dell'ornato della croce, valorizzando la pienezza tonale degli smalti colorati che fanno da sfondo. In aggiunta, introducono elementi di grande spessore emotivo, certo esemplati sulle xilografie devozionali che all'epoca cominciavano a circolare anche tra il popolo: l'insistenza sul particolare, portata in primo piano, comunica con più evidenza l'intensità del dramma.